# (126719) 2002 CC249
(126719) 2002 CC249 est un objet transneptunien faisant partie des cubewanos.

## Caractéristiques
(126719) 2002 CC249 mesure environ 200 km de diamètre.

## Orbite
L'orbite de 2002 CC249 possède un demi-grand axe de 46,846 ua et une période orbitale d'environ 321 ans. Son périhélie l'amène à 37,998 ua du Soleil et son aphélie l'en éloigne de 55,695 ua.

## Découverte
2002 CC249 a été découvert le 8 février 2002.